# Ljubotić
Ljubotić falu Horvátországban Šibenik-Knin megyében. Közigazgatásilag Prominához tartozik.

## Fekvése
Knintől légvonalban 11, közúton 20 km-re délnyugatra, községközpontjától 3 km-re északra, Dalmácia északi-középső részén, a Krka-folyó szurdokvölgye felett fekszik.

## Története
A török 1522-ben szállta meg ezt a területet, melynek korábbi lakossága nagyrészt nyugatra menekült. A község területe a moreai háború során 1688-ban szabadult fel a török uralom alól. A velencei összeírások szerint lakói a Bilušić, Klarić, Jurić, Knežević, Lučić, Vukiša, Čavlina és Brajković családok voltak. Mind katolikusok, akik a lukari temetőbe temetkeztek. Miután a francia seregek felszámolták a Velencei Köztársaságot osztrák csapatok szállták meg. 1809-ben az Első Francia Császárság Illír Tartományának része lett. 1815-ben a bécsi kongresszus újra Ausztriának adta, amely a Dalmát Királyság részeként Zárából igazgatta 1918-ig. A falunak 1857-ben 252, 1910-ben 281 lakosa volt. Az első világháború után előbb a Szerb-Horvát-Szlovén Királyság, majd Jugoszlávia része lett. Az 1970-es években nagy számú lakosság vándorolt ki a jobb megélhetés reményében. 1991-ben csaknem teljes lakossága horvát volt. A délszláv háború idején 1991-ben szerb felkelők és a JNA csapatai szállták meg és a Krajinai Szerb Köztársasághoz csatolták. A horvát hadsereg 1995 augusztusában a Vihar hadművelet során foglalta vissza a települést. A falunak 2011-ben 35 lakosa volt.

## Lakosság
| Lakosság változása | Lakosság változása | Lakosság változása | Lakosság változása | Lakosság változása | Lakosság változása | Lakosság változása | Lakosság változása | Lakosság változása | Lakosság változása | Lakosság változása | Lakosság változása | Lakosság változása | Lakosság változása | Lakosság változása | Lakosság változása |
| ------------------ | ------------------ | ------------------ | ------------------ | ------------------ | ------------------ | ------------------ | ------------------ | ------------------ | ------------------ | ------------------ | ------------------ | ------------------ | ------------------ | ------------------ | ------------------ |
| 1857               | 1869               | 1880               | 1890               | 1900               | 1910               | 1921               | 1931               | 1948               | 1953               | 1961               | 1971               | 1981               | 1991               | 2001               | 2011               |
| 252                | 0                  | 223                | 282                | 342                | 281                | 0                  | 0                  | 337                | 332                | 289                | 230                | 139                | 113                | 53                 | 35                 |